# 欧州緑の党
欧州緑の党（おうしゅうみどりのとう、European Green Party / European Greens, 略称：EGP）は、環境主義を掲げる欧州規模の政党。ヨーロッパ内の緑の党が参加しており、欧州議会においては欧州自由同盟と統一会派（欧州緑グループ・欧州自由連盟）を組む。
以下、ヨーロッパ各国の緑の党と区別するため、各党の集合体としての欧州緑の党を便宜的に EGP と表記する。

## 歴史
2004年に EGP が結党されるまでは、ヨーロッパ内の緑の党はそれぞれ個別に組織されており、1979年から1993年の間は緩やかな協力関係、1993年から2004年までは各党の連合という状態にあった。

### 1979年 - 1993年
1979年、各国の緑の党と急進主義政党が同年の欧州議会選挙において連携を図るため、欧州緑の党・急進党連合 (Coordination of European Green and Radical Parties, CEGRP) が組織された。緑の勢力と急進主義派勢力との間には大きな意見の差異があり、両勢力が共同で全欧州規模の選挙基盤を構築するのは不可能であった。緑の党の中には選挙で好結果を出したものもあったが、欧州議会で議席を獲得するまでには至らなかった。
緑の党は、1984年の選挙で再び欧州議会議員選挙に参加した。CEGRP は同年春にベルギー・リエージュで会議を開き、組織を再構築した欧州緑のコーディネーション (European Green Coordination, EGC) を結成し、オランダ急進党の提供による事務局を開いたほか、「ヨーロッパの緑の党の共同声明」も同時に発表した。さらに、会員政党の中から11名の欧州議会議員（ドイツ緑の党から7名、オランダ急進党から7名、オランダ平和社会党から1名、ベルギーのエコロ・アハレフからそれぞれ1名ずつ）が選ばれ、各会員政党の総合力もさらに増した。彼らは欧州議会で緑のオルタナティブ欧州リンク (Green Alternative European Link, GRAEL) という会派を組織したが、このグループは規模が小さく、欧州議会から補助金を受けたり委員会に参加したりすることができなかったため、オランダの欧州コミュニティに反対する市民運動など各国の地域主義政党や急進主義・社会主義政党からなるレインボー・グループに加わることになる。ヨーロッパの緑の党は欧州議会における GRAEL を頂点にし、その下に各国の緑の党を束ねる EGC, そして各会員政党という緩やかな三角形の組織構成をとっていた。
また、ドイツやオランダの会員政党が「欧州議会議員は任期の半分を務めた時点で他の人物と交代する」という原則を導入していたため、ヨーロッパの緑の党の立場は弱いものになっていた。この原則はもともとドイツ緑の党で始まったもので、本来の目的はドイツ連邦議会内での非公式な根回しによってメンバーが選ばれるのを防ぐことにあったが、欧州議会では逆効果をもたらすことになった。一方オランダでは、緑の勢力3政党が議会に2議席しか持っていなかったがための妥協策として、交代の原則が導入されていた。1議席はトップ当選した党が保持し、もう1議席を第2党と第3党とで交互に回すことで、3党すべてが欧州議会に代表を送り込めるようにしていたのである。
さらに、緑の勢力の中にも意見の違いが存在していた。特に親欧州主義と欧州懐疑主義の対立である。これらの要素もまた欧州議会での緑の党の立場を弱めていた。
1989年の選挙では、緑の勢力は30議席を得た。レインボー・グループとの政策の不一致のため、緑の勢力は独自会派グリーン・グループを組んだ。この期間中、緑の党は欧州議会ではさらにその体制を固めていった。

### 1993年 - 2004年
1993年6月、フィンランド・キルッコヌンミにおいて欧州緑の党連盟 (European Federation of Green Parties) が EGC メンバーにより結成された。EGC 時代よりもさらに組織化され、3年ごとの会議、評議会に代表委員会も備えるようになった。欧州議会ではグリーン・グループとの関係をさらに強化した。
1994年の選挙では、緑の勢力は合計20議席を獲得した。内訳は同盟90/緑の党12議席、オランダのフルンリンクス1議席、エコロとアハレフが1議席ずつ、ルクセンブルク緑の党1議席、イタリアの緑の連盟2議席とアイルランド緑の党2議席である。後でデンマークの社会主義人民党から1名、イタリアのラ・レーテとボルツァーノ自治県の南チロル人民党から1名ずつが合流し、最終的な勢力は23議席となった。レインボー・グループから改称した欧州急進連盟とは、ここでも別のグループを組織した。
1999年の選挙においては、38議席を得る躍進を見せた。内訳は同盟90/緑の党7議席、フルンリンクス4議席、エコロ3議席とアハレフ議席、ルクセンブルク緑の党1議席、イタリア緑の連盟2議席, アイルランド緑の党2議席、フランス緑の党9議席、オーストリア緑の党2議席、フィンランド緑の同盟2議席、スウェーデン緑の党2議席、そしてイングランド・ウェールズ緑の党2議席である。ここでは、かつて欧州急進連盟に参加していた地域主義政党や独立勢力からなる欧州自由連盟と統一会派「欧州緑グループ・欧州自由連盟」を組むに至った。緑の勢力が人数の面でも政治的にも勢力を増しており、これらの勢力との関係も以前とは違ってきていたのである。

### 2004年以降
2004年2月20日から22日までローマで開催された、欧州緑の党連盟の第4回会議期間中、1,000人以上の代表が出席したパーティ・コンベンションにおいて、EGP が正式に設立された。全ヨーロッパからの32の緑の党がこの新たな汎欧州政党に加わった。これにより、EGP は初めて組織された欧州規模の政党となり、他の政治勢力も同様に、2004年から2006年にかけて続々と欧州政党の組織へと移行した。
ヨーロッパの緑の勢力の、EGP として再編された後の最初の目標は2004年の選挙であった。この選挙キャンペーンでは、欧州連合内のすべての国でほぼ同じモチーフや標語が使用された。

## 主義・主張
EGP は環境責任、個人の自由、民主主義、多様性、社会正義、男女同権、持続可能な開発や非暴力など、環境政治の基本的な理念に常に関わってきている。
しかし、欧州連合やその機関との関係は年を追うごとに劇的に変化しており、また現在でも議論の対象のひとつとなっている。1970年代および1980年代は、ヨーロッパの緑の勢力は欧州の政治・経済統合に対して、環境や社会の利益に反するとして一般的に懐疑的であった。1984年のプログラムでは、中立的で集中化を排した“もう一つのヨーロッパ”の形成を支持していた。しかし1989年、会員政党の一部が欧州議会寄りの立場をとり、欧州統合に対して協力的な姿勢を見せはじめた。この年のプログラムでは欧州の各機関の民主化を支持した。1994年のプログラムでは、欧州統合に反対との理念を放棄し、欧州連合の政策に対して現実的な代案を出すようになっていった。1999年および2004年のプログラムもこの路線を踏襲している。
それでも前述の通り、ルクセンブルク緑の党などの親欧州主義からスウェーデン緑の党などの欧州懐疑主義など、会員政党の中にも意見の違いが見られる。
インターネット政策の分野では、欧州緑グループ・欧州自由連盟は自由な情報インフラへの強い支持で知られるようになっている。2003年に提案されたソフトウェア特許に対する各国法制度の統一指令がその最たるものである。

## 議席
欧州議会選挙におけるヨーロッパの緑の勢力の選挙結果は以下の通り。
| 年   | 欧州議員数 | 欧州議員 % | 得票率 % | 欧州委員数 | 代表 | 欧州議会副会派                   | 欧州議会会派                     | 組織                       |
| ---- | ---------- | ---------- | -------- | ---------- | --- | -------------------------------- | -------------------------------- | -------------------------- |
| 1979 | 0          | 0          | 2.4      | 0          | なし | なし                             | なし                             | 欧州緑の党・急進党連合     |
| 1984 | 11         | 2.5        | 4.2      | 0          | フリードリヒ＝ヴィルヘルム・グラエフェ・ツー・バリングドルフ、ブラム・ファン・デル・レク（1984年 - 1986年） ブリギッテ・ハインリヒ、フランソワ・ロラン・デュ・ヴィヴィエ（1986年） フランク・シュヴァルバ＝ホート（1986年 - 1987年） パウル・スタエス（1987年 - 1988年） ヴィルフリート・テルケンパー（1987年 - 1989年） | 緑のオルタナティブ欧州リンク     | レインボー・グループ             | 欧州緑のコーディネーション |
| 1989 | 25         | 4.8        | 7.4      | 0          | マリア・アメリア・サントス（1989年 - 1990年） アレクサンダー・ランガー（1990年） アデライデ・アリエッタ、ポール・ラノワイェ（1990年 - 1994年） | グリーン・グループ（欧州議会内） | グリーン・グループ（欧州議会内） | 欧州緑のコーディネーション |
| 1994 | 21         | 3.7        | 7.4      | 0          | クラウディア・ロート（1994年 - 19986年） アレクサンダー・ランガー（1994年 - 1995年） マグダ・アエルヴォエ（1997年 - 1999年） | グリーン・グループ（欧州議会内） | グリーン・グループ（欧州議会内） | 欧州緑の党連盟             |
| 1999 | 38         | 6.1        | 7.7      | 1          | ハイディ・ハウタラ、ポール・ラノワイェ（1999年 - 2002年） モニカ・フラッソーニ、ダニエル・コーン＝ベンディット（2002年 - 2004年） | ヨーロピアン・グリーンズ         | 欧州緑グループ・欧州自由連盟     | 欧州緑の党連盟             |
| 2004 | 35         | 4.8        | 7.3      | 0          | モニカ・フラッソーニ、ダニエル・コーン＝ベンディット（2004年 - 2009年） | ヨーロピアン・グリーンズ         | 欧州緑グループ・欧州自由連盟     | 欧州緑の党                 |
| 2009 | 48         | 6.2        | 7.3      | 0          | レベッカ・ハルムス、ダニエル・コーン＝ベンディット（2009年 - 2014年） | ヨーロピアン・グリーンズ         | 欧州緑グループ・欧州自由連盟     | 欧州緑の党                 |
| 2014 | 50         | 6.7        | 7.3      | 0          | レベッカ・ハルムス (2014–2016) スカ・ケラー（2017年 - 2019年） フィリップ・ランベール（2014年 - 2019年） | ヨーロピアン・グリーンズ         | 欧州緑グループ・欧州自由連盟     | 欧州緑の党                 |
| 2019 | 67         | 11.4       | 10.0     | 0          | スカ・ケラー、バス・アイクホウト | ヨーロピアン・グリーンズ         | 欧州緑グループ・欧州自由連盟     | 欧州緑の党                 |
| 2024 | 55         | 7.6        | 7.4      | 0          | テリー・ライントケ、バス・アイクホウト | ヨーロピアン・グリーンズ         | 欧州緑グループ・欧州自由連盟     | 欧州緑の党                 |

1. ↑  ミヒャエレ・シュライアー、ドイツ緑の党
2. ↑  ヨーロッパ・エコロジーグループから選出された6名を含む
3. ↑  EGPに属さない8か国の政党から当選した14名を含む

## 組織

### 構成
EGP はヨーロッパ内の国（必ずしも欧州連合加盟国だけとは限らない）の政党より構成される。政党がオブザーバーとして参加することも可能である。個人でメンバーになることもできるが、その場合政党と同様の権利は与えられない。
EGP における最も重要な機関は会議・評議会・委員会の3つである。これらの機関においては、すべて3分の2以上の多数決によって議決される。
- 会議 (Congress) は会員政党、および緑の党に属する欧州議会議員の400名の代表からなる。メンバーは欧州内または各国内における直近の選挙での得票率に基づいて各党に枠が配分されるが、少なくとも4名分の割り当てが各党ごとにある。会議は EGP の全体的な政策や、党の中心となる理念についての決定権を持つ。
- 評議会 (Council) は欧州議会議員と会員政党の代表から構成される。小政党からは1名、大政党からは2名の代表が出る。評議会は会議と会議の間に起こる政治的問題についての責任を負い、また委員会メンバーの選挙や会員・オブザーバー政党の加盟、党則など組織上の事項を決定する。
- 委員会 (Committee) は2名の代表（spokespersons, 男女1名ずつ）、書記局長 (secretary-general) と財務担当 (treasurer) を含む、合計9名から構成される。委員会は日常の政治的問題を担当するほか、評議会の決定した事項および事務局の業務を執行する。

ヨーロッパ内の緑の党はそれぞれ、いくつかに区分された地域的ネットワークのひとつに属している。これらのネットワークは海を囲むように編成されており、一種のエコリージョン的な組織を形成している。グリーン島嶼ネットワーク（ブリテン諸島内の緑の党）、バルト海グリーンズ、グリーン地中海ネットワーク、グリーンアドリア海ネットワーク、北海グリーンズなどのネットワークがある。

### 会員政党

濃い緑は正会員政党が存在する国
薄い緑は準会員政党が存在する国
黄緑色は会員候補の政党が存在する国

以下は2023年時点での会員政党の一覧である。

### 正会員
| 国                 | 国                                | 政党名                         | 欧州議員数   | 自国国会議員数 | 自国議会の状況 |
| ------------------ | --------------------------------- | ------------------------------ | ------------ | -------------- | -------------- |
| アルバニア         | アルバニア                        | アルバニア緑の党               | （EU非加盟） | 0 / 140        | 議席なし       |
| オーストリア       | オーストリア                      | 緑の党                         | 2 / 20       | 15 / 183       | 野党           |
| ベルギー           | フラマン語共同体                  | フルン                         | 1 / 12       | 6 / 87         | 与党           |
| ベルギー           | フランス語共同体 · ドイツ語共同体 | エコロ                         | 1 / 8        | 3 / 61         | 与党           |
| ブルガリア         | ブルガリア                        | ブルガリア緑の党               | 0 / 17       | 0 / 240        | 議席なし       |
| クロアチア         | クロアチア                        | 我々ならできる!                | 1 / 12       | 10 / 151       | 野党           |
| キプロス           | キプロス                          | エコロジー・環境運動           | 0 / 6        | 2 / 56         | 野党           |
| チェコ             | チェコ                            | 緑の党                         | 0 / 21       | 0 / 200        | 議席なし       |
| デンマーク         | デンマーク                        | 社会主義人民党                 | 3 / 15       | 15 / 179       | 野党           |
| エストニア         | エストニア                        | エストニア緑の党               | 0 / 7        | 0 / 101        | 議席なし       |
| フィンランド       | フィンランド                      | 緑の同盟                       | 3 / 14       | 13 / 200       | 野党           |
| フランス           | フランス                          | ヨーロッパ・エコロジー＝緑の党 | 11 / 74      | 16 / 577       | 野党           |
| Georgia            | Georgia                           | ジョージア緑の党               | （EU非加盟） | 0 / 150        | 議席なし       |
| ドイツ             | ドイツ                            | 同盟90/緑の党                  | 21 / 96      | 118 / 736      | 与党           |
| ギリシャ           | ギリシャ                          | エコロジスト・グリーンズ       | 0 / 21       | 0 / 300        | 議席なし       |
| ハンガリー         | ハンガリー                        | LMP・ハンガリー緑の党          | 0 / 21       | 5 / 199        | 野党           |
| アイルランド       | アイルランド                      | 緑の党                         | 0 / 14       | 1 / 174        | 野党           |
| イタリア           | イタリア                          | 緑のヨーロッパ                 | 4 / 76       | 6 / 400        | 野党           |
|                    | 南チロル                          | 緑の党                         | 0 / 76       | 0 / 400        | 議席なし       |
| ラトビア           | ラトビア                          | 進歩党                         | 1 / 9        | 10 / 100       | 与党           |
| リトアニア         | リトアニア                        | 民主連合「リトアニアのために」 | 0 / 11       | 16 / 141       | 野党           |
| ルクセンブルク     | ルクセンブルク                    | 緑の党                         | 1 / 6        | 4 / 60         | 野党           |
| マルタ             | マルタ                            | AD+PD                          | 0 / 6        | 0 / 79         | 議席なし       |
| モルドバ           | モルドバ                          | エコロジスト緑の党             | （EU非加盟） | 0 / 101        | 議席なし       |
| モンテネグロ       | モンテネグロ                      | 統一改革行動連合               | （EU非加盟） | 4 / 81         | 野党           |
| オランダ           | オランダ                          | フルンリンクス                 | 4 / 26       | 8 / 150        | 野党           |
| 北マケドニア共和国 | 北マケドニア共和国                | マケドニア民主再生             | （EU非加盟） | 1 / 120        | 閣外協力       |
| ノルウェー         | ノルウェー                        | 緑の党                         | （EU非加盟） | 3 / 169        | 野党           |
| ポーランド         | ポーランド                        | 緑の党                         | 0 / 51       | 3 / 460        | 与党           |
| ポルトガル         | ポルトガル                        | 自由党                         | 0 / 21       | 6 / 230        | 野党           |
| ポルトガル         | ポルトガル                        | 緑の党                         | 0 / 21       | 0 / 230        | 議席なし       |
| ルーマニア         | ルーマニア                        | 緑の党                         | 0 / 32       | 0 / 330        | 議席なし       |
| セルビア           | セルビア                          | グリーン・レフト・フロント     | （EU非加盟） | 10 / 250       | 野党           |
| スペイン           | スペイン                          | 緑の党                         | 0 / 54       | 0 / 350        | 与党           |
|                    | カタルーニャ州                    | グリーン・レフト               | 0 / 54       | 2 / 48         | 与党           |
| スウェーデン       | スウェーデン                      | 緑の党                         | 3 / 20       | 18 / 349       | 野党           |
| スイス             | スイス                            | スイス緑の党                   | （EU非加盟） | 28 / 200       | 野党           |
| ウクライナ         | ウクライナ                        | ウクライナ緑の党               | （EU非加盟） | 0 / 450        | 議席なし       |
| イギリス           | イングランド · ウェールズ         | イングランド・ウェールズ緑の党 | （EU非加盟） | 4 / 573        | 野党           |
| イギリス           | スコットランド                    | スコットランド緑の党           | （EU非加盟） | 0 / 59         | 議席なし       |
| イギリス           | 北アイルランド                    | 北アイルランド緑の党           | （EU非加盟） | 0 / 18         | 議席なし       |
| 出典               |                                   |                                |              |                |                |

### 準会員
| 国               | 国               | 政党名                   | 欧州議員数   | 自国国会議員数 | 自国議会の状況 |
| ---------------- | ---------------- | ------------------------ | ------------ | -------------- | -------------- |
| アゼルバイジャン | アゼルバイジャン | アゼルバイジャン緑の党   | （EU非加盟） | 0 / 125        | 議席なし       |
| クロアチア       | クロアチア       | クロアチアの持続的発展党 | 0 / 11       | 0 / 151        | 議席なし       |
| フィンランド     | オーランド諸島   | 持続的イニシアティブ     | 0 / 13       | 0 / 1          | 議席なし       |
| ハンガリー       | ハンガリー       | 対話・緑の党             | 0 / 21       | 6 / 199        | 野党           |
| ポルトガル       | ポルトガル       | 人民・動物・自然         | 0 / 21       | 1 / 230        | 野党           |
| ロシア           | ロシア           | 緑のロシア               | （EU非加盟） | 0 / 450        | 議席なし       |
| スロベニア       | スロベニア       | 緑の党                   | 1 / 9        | 0 / 90         | 議席なし       |
| スペイン         | カタルーニャ州   | カタルーニャ・エン・コム | 1 / 59       | 5 / 48         | 与党           |
| トルコ           | トルコ           | 緑の党                   | （EU非加盟） | 0 / 600        | 野党           |
| 出典             |                  |                          |              |                |                |

### 過去の会員
| 国         | 脱退年 | 政党名                     | 現欧州議員数 | 現自国国会議員数 |
| ---------- | ------ | -------------------------- | ------------ | ---------------- |
| ベラルーシ | 2023年 | ベラルーシ緑の党           | （解散）     | （解散）         |
| デンマーク | 2012年 | 緑の党                     | （解散）     | （解散）         |
| ハンガリー | 2015年 | グリーン・レフト           | （解散）     | （解散）         |
| ラトビア   | 2019年 | ラトビア緑の党             | –            | 4 / 100          |
| オランダ   | 2017年 | 緑の党                     | –            | –                |
| スロベニア | 2024年 | 青年党・欧州緑の党         | –            | –                |
| ロシア     | 2016年 | 人民連合緑のオルタナティブ | （EU非加盟） | –                |
| スペイン   | 2012   | 緑の連合                   | –            |                  |

1. ↑  個人でEGPに参加している欧州議員はこの表に含まれないため、本欄の合計人数と実際のEGP欧州議員数は合致しない可能性がある。
2. ↑  フランデレン地域選挙区
3. ↑  ベルギー下院のうちフランデレン地域分の議席。二言語地域であるブリュッセルを含む。
4. ↑  フランス語地域・ドイツ語地域選挙区
5. ↑  ベルギー下院のうちフランス語共同体・ドイツ語共同体分の議席。二言語地域であるブリュッセルを含む。
6. ↑  2024年のブダペスト市長選挙において、右派のオルバン政権下で大臣を務めた候補を支援したため、会員資格停止中[5]。
7. ↑  アイルランド緑の党は北アイルランドでも「北アイルランド緑の党」を運営している。
8. 1 2  スペイン下院のうちカタルーニャ州分の議席。カタルーニャ・エン・コムに所属する議員2名はグリーン・レフトのメンバーでもある。
9. ↑  イギリス下院のうちイングランド・ウェールズ分の議席
10. ↑  イギリス下院のうちスコットランド分の議席。スコットランド緑の党はスコットランド議会に7議席を持つ。
11. ↑  アイルランド緑の党の一部であるため、独立した会員資格は持たない。
12. ↑  イギリス下院のうち北アイルランド分の議席
13. ↑  フィンランド議会のうちオーランド諸島分の議席
14. ↑  ハウメ・アセンスはカタルーニャ・エン・コムとグリーン・レフト両方のメンバー
15. ↑  1994年から2016年まで正会員。2016年に準会員に降格。

### 関係組織
EGP に関係している組織のうち、最も重要なものは欧州緑の青年連盟である。この組織は緑の勢力の各青年組織の連合としての性格も持っている。
EGP は欧州緑のシニアネットワークと欧州グリーン・ジェンダー・オブザバトリー（European Green Gender Observatory, EGP 内のジェンダー関連政策を強化するための機関）を支援している。